# Mariä Verkündigung (Wullenstetten)

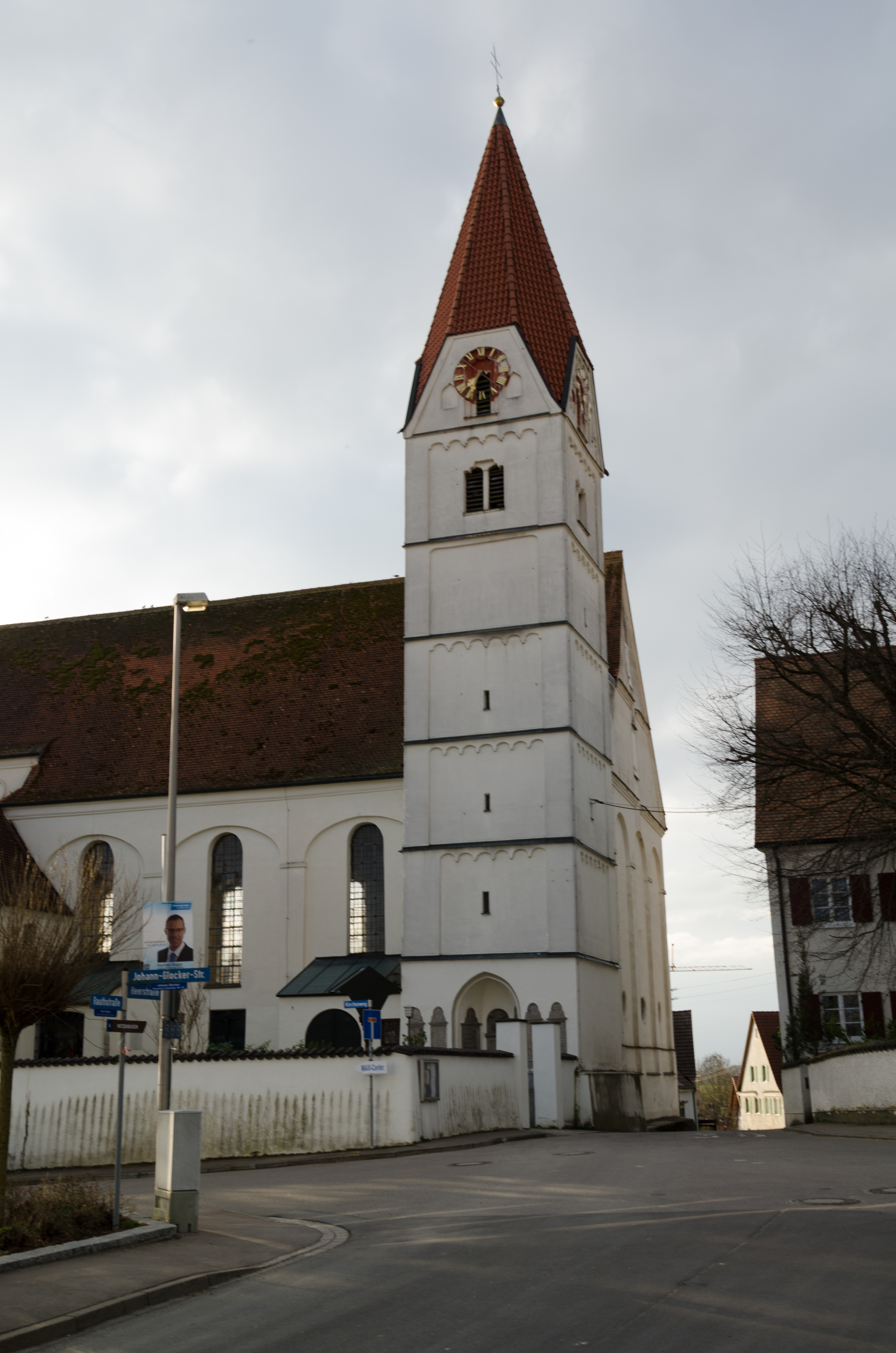
Mariä Verkündigung in Wullenstetten

Die römisch-katholische Pfarrkirche Mariä Verkündigung steht in Wullenstetten, einem Stadtteil von Senden im schwäbischen Landkreis Neu-Ulm in Bayern. Das Bauwerk ist in der Liste der Baudenkmäler in Senden als Baudenkmal unter der Nr. D-7-75-152-19 eingetragen. Die Pfarrei gehört zum Dekanat Neu-Ulm des Bistums Augsburg. 

## Beschreibung
Die Saalkirche wurde um 1607/11 erbaut. Sie besteht aus einem Langhaus, einem eingezogenen, dreiseitig geschlossenen Chor im Osten und einem um 1480 errichteten spätgotischen Kirchturm auf quadratischem Grundriss im Nordwesten, der etwas in das Langhaus einschneidet, und der mit einem Geschoss aufgestockt wurde, das hinter den als Biforien gestalteten Klangarkaden den Glockenstuhl mit fünf Kirchenglocken beherbergt, auf dem sich ein spitzer Helm über den trapezförmigen Giebeln erhebt, auf denen die Zifferblätter der Turmuhr angebracht sind. 
Der Innenraum wurde 1780–1782 umgestaltet und mit einer Flachdecke überspannt. Der Innenraum des Chors ist mit einem Stichkappengewölbe überspannt. In der Deckenmalerei im Chor hat Konrad Huber die Anbetung der Hirten dargestellt, in der im Langhaus die Himmelfahrt Mariens. Der Tabernakel des Hochaltars hat die Form eines querovalen Tempietto. Das Taufbecken wurde 1580 aufgestellt, die vertikal aufgebaute Kanzel 1785. Die um 1710 dargestellte Mater Dolorosa wird Ferdinand Luidl zugeschrieben. Die Orgel wurde von der Orgelbau Zeilhuber 1947 gebaut und 2009 erweitert.